# Sacco (pugilato)

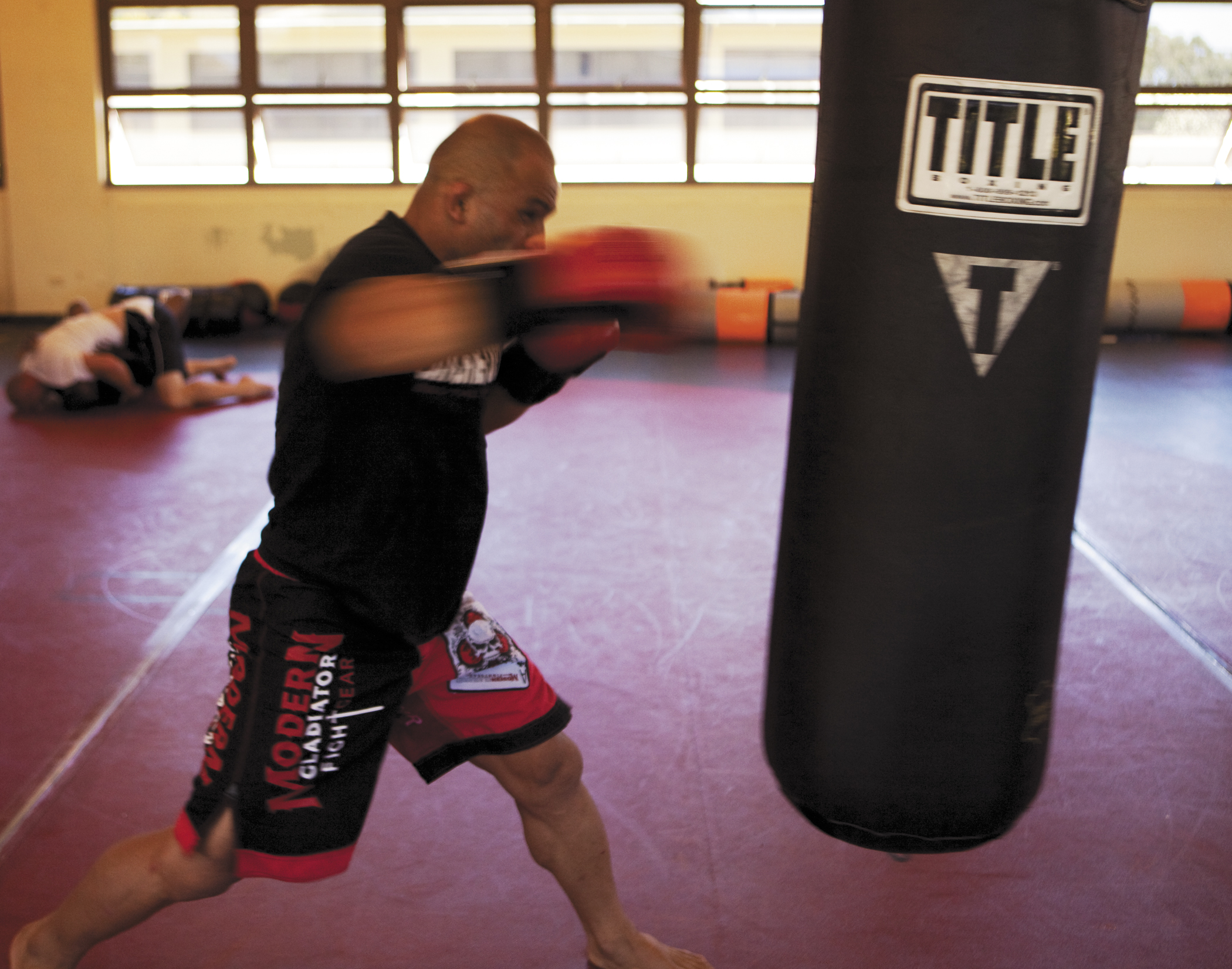
Un praticante di arti marziali miste "condiziona" le sue mani su un sacco pesante

Un sacco da boxe è un sacco pesante e di grosse dimensioni progettato per essere ripetutamente colpito. È solitamente cilindrico e riempito con vari materiali di durezza corrispondente.

## Storia

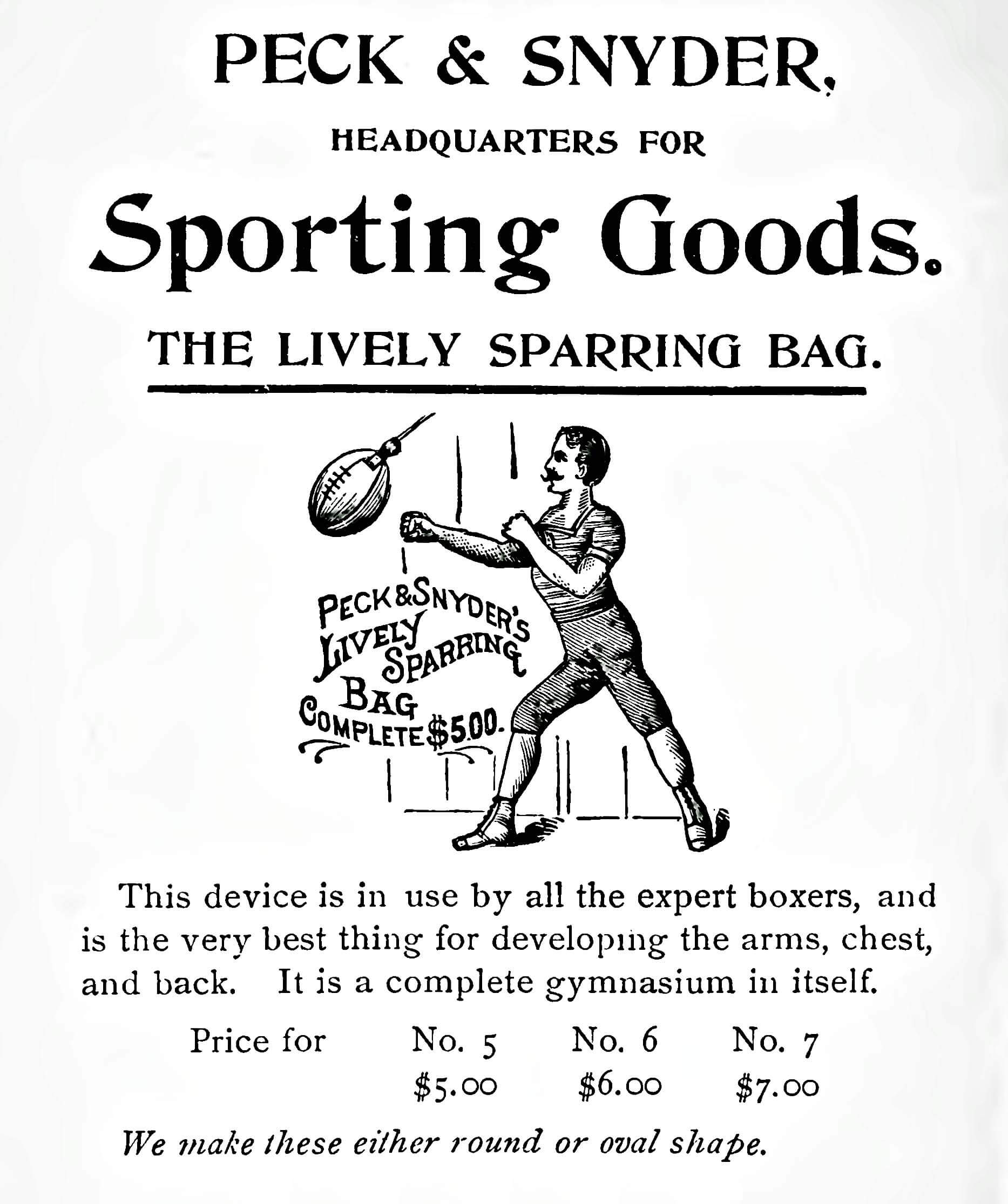
Una pubblicità del 1892 per

I sacchi da boxe sono stati usati nelle arti marziali e nella scherma per l'intera storiografia dell'addestramento militare.  Strumenti propedeutici al condizionamento delle 'armi'  nelle arti marziali asiatiche includono il makiwara di Okinawa e il mook jong cinese, che possono avere superfici imbottite da colpire attaccate ad essi.
Nelle arti marziali e negli sport da combattimento, come il karate, il sanda, il taekwondo e la Muay Thai, i sacchi "pesanti", i sacchi in piedi e altri strumenti simili sono stati adattati per praticare tecniche portate con gli arti inferiori (piedi, ginocchia) e superiori (mani, gomiti).

## Costruzione
I sacchi da boxe sono spesso pieni di grani, sabbia, stracci o altro materiale e di solito sono appesi al soffitto o fissati a un supporto. Altri sacchi hanno una camera interna per consentire loro di essere riempiti con aria o acqua. La struttura di un sacco da boxe fa sì che possa subire ripetuti e costanti abusi fisici senza rompersi. il sacco deve inoltre assorbire l'impatto dei colpi senza causare danni all'utilizzatore.

### Tipi
Esistono diversi tipi di sacco da boxe, con nomi diversi in base alle dimensioni, all'utilizzo e al metodo di montaggio. Quasi tutti i sacchi da boxe sono rivestiti con pelle o materiali sintetici come il vinile che resistono all'abrasione e alla muffa . Anche la tela può essere utilizzata come materiale per i sacchi dove c'è un minor uso e un'umidità inferiori.

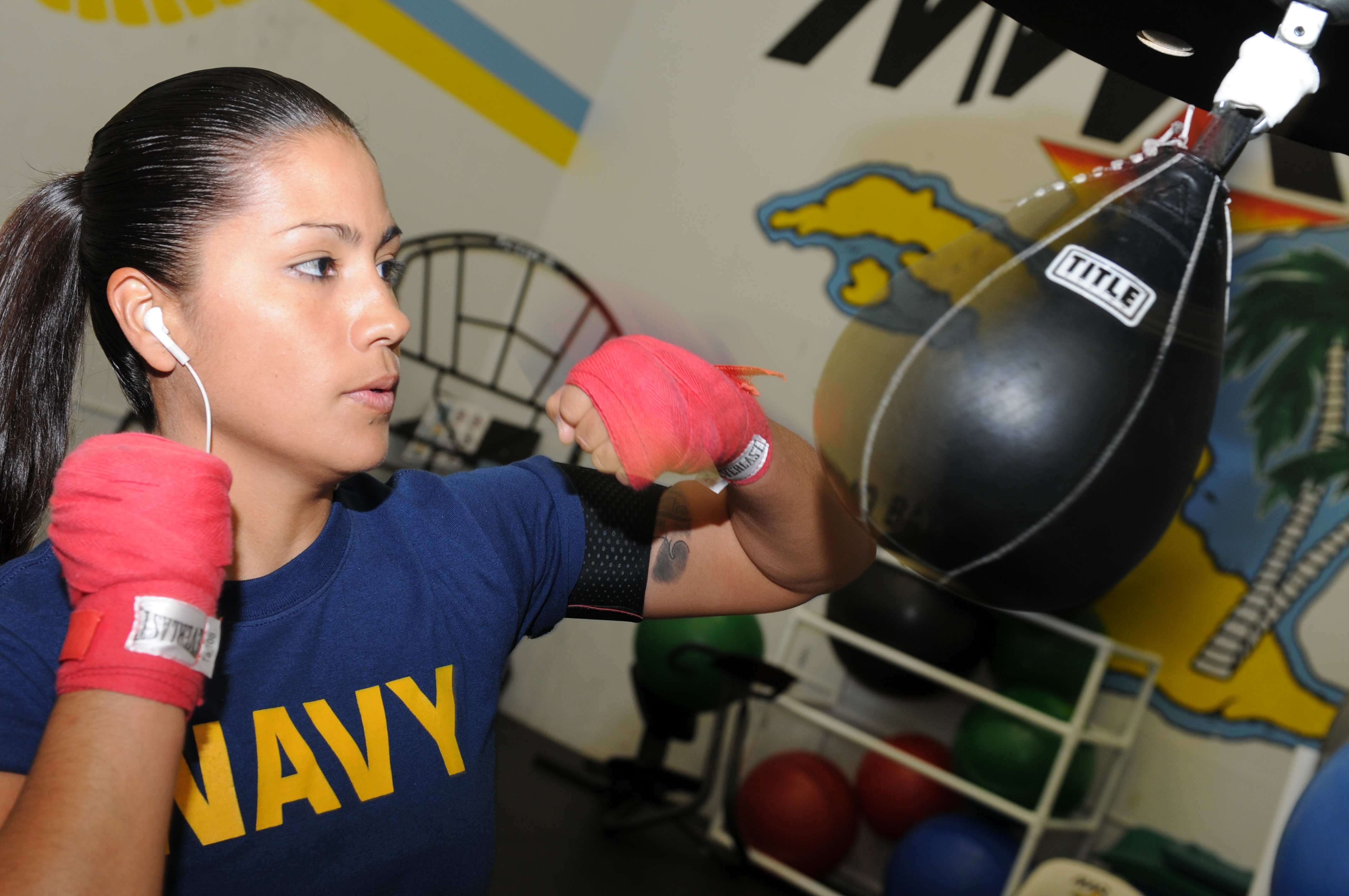
Allenamento con una speed bag

Le speed bag sono piccoli sacchi pieni d'aria ancorati nella parte superiore a una piattaforma di rimbalzo parallela al suolo. I sacchi per la velocità aiutano un combattente a tenere la guardia alta, migliorare la coordinazione mano-occhio e imparare a spostare il peso tra i piedi durante l'esecuzione dei pugni. Sono anche conosciuti come speedball o speed ball bag. Sono generalmente riempiti d'aria e montati attorno a un materiale stretto a base di PU o pelle. Sono disponibili in varie dimensioni, che vanno dal grande 13×10″ (33×25 cm) e 12×9″, misura media 11×8″, 10×7″ (25×18 cm) e 9×6″, alle piccole 8×5″, 7×4″ e 6×4″ (15×10 cm). Generalmente più grande è il sacco, maggiore è la forza necessaria per farlo spostare in avanti. I sacchi grandi vengono utilizzati soprattutto per aumentare la potenza e la resistenza, mentre quelli più piccoli consentono all'atleta che si allena di concentrarsi su una maggiore velocità, tempismo e coordinazione. A causa della imprevediblità delle rapide oscillazioni, i principianti avranno inizialmente difficoltà nell'utilizzo di questi ultimi, e potranno constatarne i benefici solo dopo un approccio graduale e costante. Normalmente il sacco viene colpito frontalmente con i pugni, ma è anche possibile usare mani e gomiti per portare i colpi in modo circolare, inclusi front, retro e parti laterali. Con questo metodo l'utilizzatore può eseguire diverse combinazioni di tecniche che creano accenti ritmici improvvisati.
Sebbene i sacchi veloci siano normalmente appesi verticalmente, recentemente il metodo aggiuntivo di appendere un sacco orizzontalmente su una parete ha riacquistato popolarità. Questo era molto popolare all'inizio del ventesimo secolo, in particolare nell'era degli anni '20 e '40. Le stesse tecniche di pugni, che vengono utilizzate quando è appeso verticalmente possono essere utilizzate sul sacco orizzontale. Il "sacco per la coordinazione" è un tipo di speed bag che si muove in modo imprevedibile anziché ritmico. Inoltre, a causa del noioso montaggio e ancoraggio necessari durante l'installazione di una tradizionale piattaforma per il sacco da velocità, è stata creata una piattaforma per sacco da velocità portatile che si installa in una porta. Progettata in modo che la pressione verso il basso stabilizzi questa piattaforma portatile per speed bag, può essere installata e rimossa tramite un sistema di tensione che ne consente l'uso in qualsiasi porta.
Swerve ball (sacco a doppia estremità) sono quasi gli stes veloci, con l'unica differenza che le dimensioni, la forma e il materiale dei sacchi possono essere differenti e che il sistema di cavi è collegato da un alto al soffitto e sul pavimento da una clip- quando il pugile colpisce, la palla reagisce oscillando velocemente verso di lui, l'obiettivo è quello di sterzare, colpire, schivare e migliorare la coordinazione. Più duramente e velocemente questi sacchi vengono colpiti, più rimbalzano e reagiscono in diversi movimenti e angolazioni, generando così una pratica più ampia per il combattente. Esistono anche palle doppie dal pavimento al soffitto che consentono di allenare le combinazioni corpo-testa.
Maize bags o slip bag non vengono colpiti con grande forza, ma vengono utilizzati negli allenamenti di boxe per migliorare il movimento della testa dell'atleta e la capacità di schivare il pugno di un avversario. Il loro nome deriva dal fatto che tradizionalmente sono pieni di mais.
Un "sacco pesante" è un sacco cilindrico più grande, solitamente sospeso da catene o corde e utilizzato per praticare potenti pugni al corpo, e può essere usato per indurire le mani o qualsiasi altro arto usato per colpire il sacco. I sacchi pesanti servono per sviluppare potenza; la tecnica si apprende meglio sui guanti da passata o sui cuscinetti. Alcune varianti di sacco pesante sono un sacco a banana utilizzata nella Muay Thai, che è più lungo di un normale sacco pesante e viene utilizzato per allenare calci bassi e colpi di ginocchio, e un sacco dalla linea sottile che è più esile di un sacco pesante.
I sacchi pesanti autoportanti sono sacchi pesanti montati su un piedistallo appesantito piuttosto che essere appesi dall'alto. La base è tipicamente riempita con sabbia o acqua per dare maggiore stabilità al sacco ed evitare che si muova. Sebbene servano allo stesso scopo dei sacchi pesanti appesi, possono anche essere rovesciati e utilizzati per la pratica del combattimento a terra. Altre varianti del sacco pesante standard includono la sospensione orizzontale da entrambe le estremità per esercitarsi con i montanti e forme non cilindriche. Esistono anche sacchi autoportanti reflex (sacchi veloci autoportanti).
I sacchi per montante iniziarono ad apparire verso l'inizio del XXI secolo. Con così tante diverse varianti di sacchi e attrezzature per l'allenamento per il decollo della boxe, i sacchi per montante erano e sono ancora una presenza comune nei club e nelle palestre.
Progettato per la pratica del montante, del jab,  del gancio e delle raffiche di pugni rapide in alto e in basso, consente al combattente di colpire a diverse distanze, velocità e forze rispetto ai sacchi medi da boxe standard in PU (poliuretano)  da 4 piedi. Alcuni tipi di sacchi per montanti: Angle Bag, una variante del sacco per montanti utilizzata per l'allenamento di ganci e montanti, sacco da boxe orizzontale Uppercut, sacco a goccia, sacco per Body Snatcher/Wrecking ball e borsa a forma di birillo da bowling utilizzata per allenare ginocchia e montanti.
Un sacco da parete è un tipo di sacco che viene attaccato ad una parete e può essere utilizzato per l'allenamento di ganci e montanti.

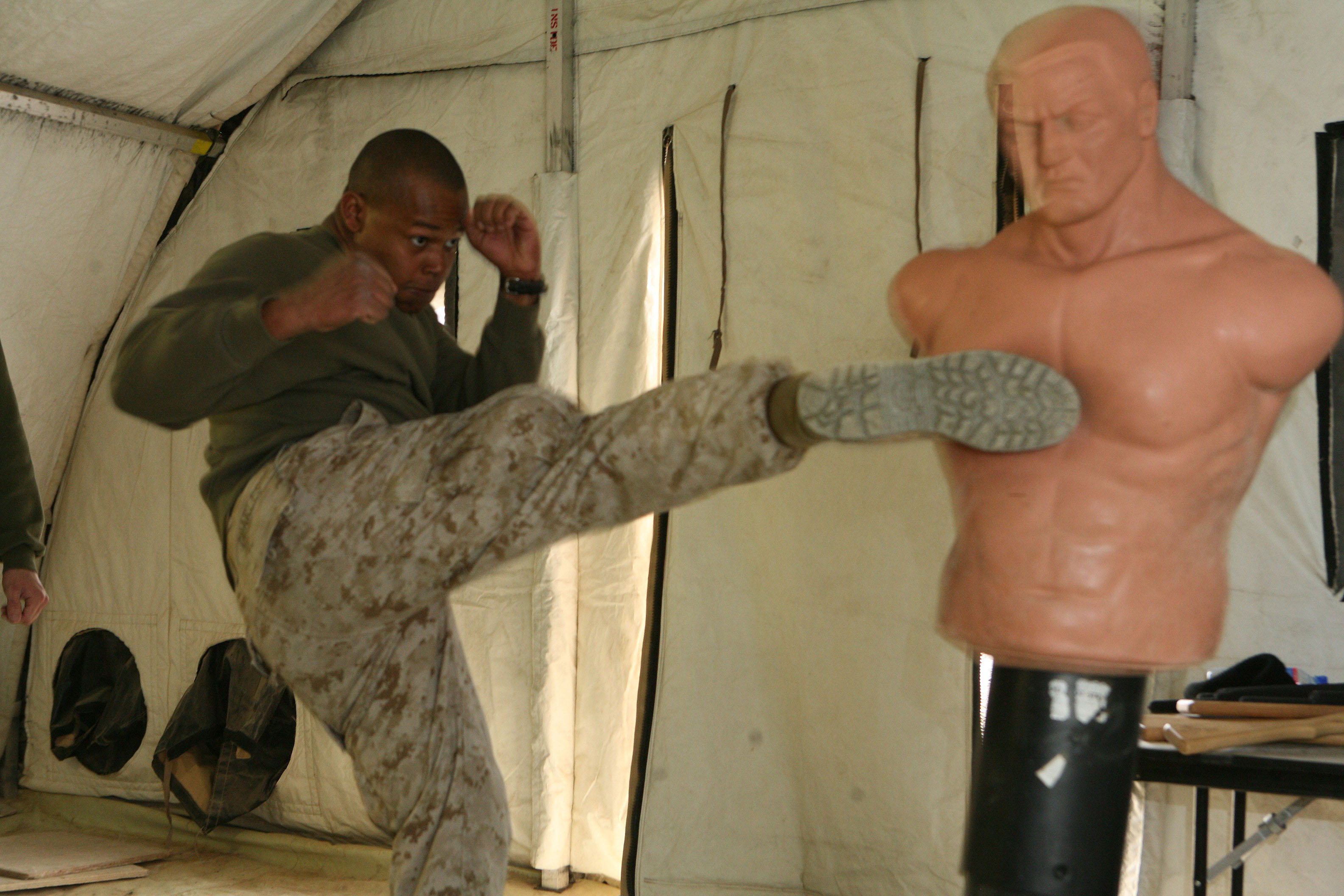
Un "sacco a forma di avversario" su un piedistallo

Gli ausili per l'allenamento a forma di corpo come il moderno "sacco a forma di corpo di avversario" sono realizzati principalmente con materiali sintetici e vengono per lo più montati su un piedistallo appesantito piuttosto che appesi dall'alto. Questi sacchi cercano di simulare un avversario, fornendo l'opportunità di praticare colpi ad aree vitali che potrebbero comportare seri rischi qualora fossero portati su uno sparring partner. Questi non sono considerati sacchi da boxe in senso stretto, ma versioni moderne di attrezzi come il manichino di legno del Wing Chun cinese, la quintana medievale e i manichini bersaglio utilizzati nell'allenamento moderno della baionetta. I grandi palloncini gonfiabili con base appesantita sono un altro tipo di sacco da boxe, spesso dipinti con un'immagine e venduti come giocattolo per bambini.

### Misure di sicurezza
I sacchi pesanti sono tipicamente riempiti con materiale denso che ha poca "deformabilità" (es. sabbia compattata, granelli, ecc.); per evitare lesioni, durante l'allenamento vengono utilizzate protezioni per le mani (guantoni da boxe, guanti da sacco, guanti da allenamento, fasce per le mani, ecc.).
I colpi potenti al sacco pesante non sono raccomandati per gli atleti inesperti o più giovani (<18 femmine, <21 maschi), poiché il rischio di distorsione, stiramento o danno alla placca ossea può influire negativamente sulle strutture ossee. Si consiglia vivamente di mantenere concentrazione e attenzione nei colpi per ridurre la possibilità di lesioni (come la frattura del pugile).